# Coubron

Coubron en la Petite Couronne.

 Coubron  es una comuna (municipio) de Francia, en la región de Isla de Francia, departamento de Sena-San Denis, en el distrito de Le Raincy y cantón de Montfermeil.
Forma parte de la aglomeración urbana parisina.
No está integrada en ninguna Communauté d'agglomération.

## Demografía
| 270 | 314 | 319 | 254 | 328 | 318 | 339 | 326 | 343 | 365 | 351 | 252 | 264 | 281 | 328 | 298 | 294 | 308 | 327 | 311 | 353 | 512 | 696 | 747 | 740 | 1 039 | 1 236 | 2 179 | 3 385 | 4 296 | 4 784 | 4 612 | 4 646 |
| Para los censos de 1962 a 1999 la población legal corresponde a la población sin duplicidades (Fuente: INSEE [Consultar]) |     |     |     |     |     |     |     |     |     |     |     |     |     |     |     |     |     |     |     |     |     |     |     |     |       |       |       |       |       |       |       |       |